# Ambrysus relictus
Ambrysus relictus är en insektsart som beskrevs av Polhemus 1994. Ambrysus relictus ingår i släktet Ambrysus och familjen vattenbin. Inga underarter finns listade i Catalogue of Life.